# Георги Димитров – Джеки
Вижте пояснителната страница за други личности с името Георги Димитров.
Георги Димитров, наричан по прякор Джеки, е български футболист, защитник, а след края на състезателната си кариера работи като треньор по футбол. Димитров записва 77 мача със 7 гола за националния отбор. Участник на световното първенство в Мексико'86, където е капитан на България. Димитров играе за ЦСКА (София), като е играл също в Берое (Стара Загора), Славия (София) и френския Сент Етиен. Обявен е за Футболист № 1 на България за 1985 година.

## Ранни години
Роден е на 14 януари 1959 г. Между 1978 г. и 1988 г.

## Кариера
Димитров започва кариерата си в Берое (Стара Загора). Дебютира в А група на 17 години през сезон 1975/76, когато записва 3 мача в първенството. През следващата кампания изиграва 18 срещи и бележи 1 гол. В Берое започва и сезон 1977/78. Играе в първите 6 мача на отбора от шампионата, след което е привлечен в ЦСКА (София).
Димитров дебютира за ЦСКА в 7-ия кръг от сезон 1977/78. Влиза като резерва при загуба с 0:1 от Локомотив (София) на 24 септември 1977 г. До края на сезона играе по 90 минути в абсолютно всички мачове на отбора от А група. Носи екипа на ЦСКА в продължение на 9 години, в които записва общо 222 мача с 19 гола в шампионата. Става 4 пъти шампион на България, а 2 пъти печели националната купа.

## Успехи с Национален Футболен Отбор
Дебютът му за националния отбор е на 29 ноември 1978 година срещу Северна Ирландия при загубата с0:2 в София. Последният му мач е на 21 септември 1988 г. при равенството (2:2) срещу отбора на СССР в София. За периода 1978 г. – 1988 г., Георги Димитров записва общо 77 срещи със 7 попадения за националния отбор по футбол, като в 56 е бил негов капитан. Участва на 13-ото Световно първенство по футбол (през 1986 в Мексико) – играе във всичките 4 мача, в които е и капитан на националния футболен отбор на България.

## Треньорска дейност
Бил е треньор на Велбъжд (Левски Кюстендил), Миньор (Пк), Велбъжд (Слокощица) и Марек.

## Личен живот и смърт
Димитров е бил женен за известната поп певица Кристина Димитрова, но по-късно се развеждат. Имат син Мартин.
Георги Димитров умира на 62 години на 8 май 2021 г. от рак.